# 三枚のお札
三枚のお札(さんまいのおふだ)は、日本の昔話。呪的逃走譚の代表的な物語。鬼婆と小僧(おにばばとこぞう)、たべられたやまんばとも言う。
流布地域は、青森県（まんが日本昔ばなしでアニメ化されたパターンのもの）、秋田県、岩手県、山形県、長野県、愛知県、新潟県、埼玉県川越市など。

## あらすじ
昔々ある村に、寺があった。そこに、やんちゃな小僧と師匠である和尚が住んでいた。
ある日、小僧が山へ栗拾いに行きたいと駄々をこねた。和尚は山には山姥がいるから駄目だと反対したが何度も頼む小僧に根負けし仕方なく許す。3枚の札を出すと、「山姥が出たらこの札に願い事を言って使うがいい」と言い小僧に持たせた。
山に来た小僧は栗拾いに興じていたが、夢中になっている内に日が暮れてしまう。すると老婆が現れ小僧を家に泊めてくれた。だが夜にふと目覚めた小僧は、老婆が山姥の本性を現し包丁を研いで小僧を食べる用意をするのを目にする。
小僧が「糞がしたい」と言うと、山姥は考え込み、小僧を縄で括って便所へ連れて行った。小僧は1枚目の札を便所の柱に括り、札に「何かあったら自分の代わりに返事をしてくれ」と頼んで窓から逃げた。
山姥が「もういいか」と何度か尋ねると、小僧に化けた札が「もうちっと」と繰り返す。山姥が我慢できずついに便所の壁を壊すと、小僧は跡形もなく消えていて、そこには破れた札があるだけだった。だまされたと気づいた山姥は小僧を追いかける。
山姥に追い付かれそうになった小僧が「大の川、出ろ」と呪って2枚目の札を後ろに投げると、大河が現れた。だが、山姥はぐびぐびと飲み干した。
次は「火の海、出ろ」と呪って最後の札を後ろに投げると、火の海が出た。しかし山姥は川の水を吐いて吹き消した。
寺に逃げ帰った小僧は和尚に助けを求め、真面目に修行に励むことを条件に壺に隠してもらった。和尚は囲炉裏で餅を焼き始める。
やがて山姥が寺に入って来て「小僧を出せ」と迫る。
和尚が「その前にわしと術比べをしよう。山ほどに大きくなれるか」と言うと、山姥は「ああ、出来るとも」と言って、ぐんぐんと大きくなった。
和尚が「豆になれるか」と言うと、山姥は「ああ、出来るとも」と言って豆になった。すると和尚は、豆になった山姥を素早く餅に挟んで食べてしまった。
それから山姥が現れることはなくなり、小僧も以前より大人しく修行に励むようになった。

## バリエーション
地域や話者によって細部に差異がある。
- 小僧は和尚の頼みで山に行く。
- 小僧は山菜採りに行って山姥に遭遇する。
- 小僧は山に杉の葉を取りに出て山中で迷い鬼婆（山姥）と遭遇する。
- 家具や雨だれに警告されて小僧は老婆の正体が山姥であることに気が付く。
- 便所の神が札を渡し、その神が小僧の代わりに返事をする。
- 三枚のお札は鬼婆（山姥）の便所の格子に貼ってある。
- 川と炎のどちらかの代わりに、大きな砂山を出す（札をくれたのが便所の神の場合は三つとも出る）。
- 和尚がのんびりとした性格でなかなか開けてもらえない
- 川の水を飲み干して追って来る山姥に小僧は尻をまくって笑わせ、水を吐かせる。そして山姥は最後の札が出した炎を消せず焼死する。
- 山姥は寺の門に挟まれたりして、寺に入る直前に死んでしまう。
- 和尚は小さくなった山姥を壺に閉じ込め、お経で封印してしまう。
- 和尚は山姥を小さな虫に化けさせ潰してしまう。
- 山姥は寺に着いて小僧を探すうち、井戸の底の水に映った自分の影を小僧と誤認し跳び込む。そこで溺れるか、和尚と小僧で石を投げ込んで殺す。
- 鬼婆（山姥）は小僧を探しにお寺に来るが和尚の機転で小僧が鶏のマネをし、鬼婆は夜明けを恐れて山に逃げ帰っていく。
- 和尚がお経を唱えていたり、仏に祈るところを見て、山姥は帰ったり消えてしまう。
- 小僧はたいてい1人しか登場しないがたまに2人の場合もある。
- 極一部の話では、和尚が山姥に食い殺されてしまう。